# Rudolf Weiss
Rudolp Weiss (Potsdam, 27 september 1910 – Neumarkt-Sankt Veit, 19 september 1958) was een Duits officier en adjudant voor het hoofd van de Heerespersonalamt van het Oberkommando des Heeres.

## Biografie

### Privéleven
Weiß is geboren op 27 september 1910 als zoon van Hugo Weiß and Clara Seifert. Op 22 mei 1937 trouwde hij met Vera Freiin von der Goltz en samen hadden ze twee zoons en een dochter.

### Militaire loopbaan
Weiß trad in 1931 in dienst van de Reichswehr en werd in 1934 tot luitenant benoemd. In november 1938 werd hij ingedeeld bij de personeelsafdeling van het opperbevel van het leger, en in 1940 bevorderd tot kapitein. In 1941 werd hij overgeplaatst naar de 1e Panzer Divisie als adjudant. Vanaf april 1942 diende hij bij het Allgemeines Heeresamt als motorisatieofficier en in juni werd hij bevorderd tot majoor. Op 2 oktober werd hij benoemd tot persoonlijk adjudant van de chef van de afdeling Personeel van het leger, een functie die hij bekleedde tot het einde van de Tweede Wereldoorlog. In die functie diende hij onder generaal Rudolf Schmundt. Op 1 april 1944 werd Weiß bevorderd tot luitenant-kolonel. Op 20 juli 1944 raakte Schmundt ernstig gewond bij de aanslag op het leven van Adolf Hitler, en werd vervangen door zijn plaatsvervanger, Wilhelm Burgdorf. Burgdorf werd officieel chef van de afdeling na de dood van zijn voorganger op 1 oktober.

### Berlijn
Tijdens de Slag om Berlijn was Weiß aanwezig in de Führerbunker. Op 29 april 1945 vroegen majoor Bernd Freytag von Loringhoven en Rittmeister Gerhard Boldt toestemming aan generaal Hans Krebs om zich buiten bij de gevechten aan te sluiten. Krebs overlegde met Burgdorf, die antwoordde dat ze Weiß mee moesten nemen. Rond 13:30 keurde Hitler de actie goed en gaf de mannen opdracht door te breken naar het 12e leger van generaal Wenck. Hitler zei verder tegen hen: "Doe de groeten aan Walther Wenck. Hij moet zich haasten, voor het te laat is."
Weiß raakte gescheiden van de andere twee en werd gevangen genomen door het Rode Leger. Hij verbleef vervolgens vijf jaar in een krijgsgevangenkamp in Polen. Hij overleed in 1958.

## Militaire loopbaan
- Oberstleutnant: 1 april 1944
- Major: 1 juni 1942
- Hauptmann: 1 maart 1940
- Oberleutnant: 1 oktober 1936
- Leutnant: 1 maart 1934

## Onderscheidingen
- Panzerkampfabzeichen op 10 juni 1940
- IJzeren Kruis 1939, 1e Klasse (24 oktober 1941) en 2e Klasse (9 juli 1940)
- Gewondeninsigne 1939 op 19 oktober 1941 in zwart
- Medaille Winterschlacht im Osten 1941/42 op 6 augustus 1942